# NGC 2249
NGC 2249 (również ESO 57-SC82) – gromada otwarta, znajdująca się w gwiazdozbiorze Złotej Ryby, w Wielkim Obłoku Magellana. Odkrył ją John Herschel 23 grudnia 1834 roku.